# Everybody Hurts Sometimes
"Everybody Hurts Sometimes" é uma canção da cantora inglesa Pixie Lott contida no seu segundo álbum de estúdio, Young Foolish Happy, de 2011. Composta por Lott, James Bourne e Christopher J. Baran, foi produzida pelo último sob seu nome artístico, Captain Hook, também conhecido como Cj Baran. Uma balada sentimental do gênero soul, contém em sua estrutura musical a execução de instrumentos de cordas e violão acompanhados à voz da artista. A faixa recebeu críticas mistas, com algumas apontando a voz da intérprete como favorável, ao passo que sua letra e ritmo foram considerados banais. A composição estreou na trigésima posição da tabela de mais vendidas da Coreia do Sul, a Gaon Music Chart, em sua edição internacional. Foi também apresentada em severas ocasiões pela vocalista, com o caso de algumas serem televisionadas como no programa britânico Blue Peter.

## Antecedentes e composição
Em janeiro de 2011, a cantora inglesa Pixie Lott começou a trabalhar no seu segundo álbum de estúdio, Young Foolish Happy. O blogueiro estado-unidense Perez Hilton, inicialmente defensor de Lott no seu país, sugeriu que o compositor conhecido Cj Baron colaborasse com a cantora. Outro músico que juntou-se aos dois para compor canções foi James Bourne e o trio então começou a fazer projetos em um dia de folga da artista em Londres. Sem conhecimento da gravadora da intérprete, o resultado foi a música "Everybody Hurts Sometimes".
A obra é uma balada de quatro minutos e três segundos do gênero soul na qual instrumentos de cordas e um piano acompanham a voz de Lott.

## Recepção
"Everybody Hurts Sometimes" foi analisada na apresentação de Lott no local de concertos Forum, na cidade de Londres, em outubro de 2011. Chris Mugan, do jornal The Independent, comentou que a cantora consegue atingir todas as notas da canção em sua execução, ao passo que chamou suas letras e ritmo de "banais". Porém, David Smyth, do Evening Standard, observou que a canção, por seu estilo sentimental, veio a concluir o espetáculo de forma positiva.
Após o lançamento do Young Foolish Happy, a faixa estreou na trigésima posição da tabela internacional de composições sul-coreana, a Gaon Music Chart.

## Apresentações ao vivo
Além do concerto mencionado anteriormente, "Everybody Hurts Sometimes" foi incluída em uma série de aparições televisivas pela cantora após o lançamento do Young Foolish Happy: em dezembro de 2011 no programa britânico This Morning, no qual fez uma versão acústica da canção, e mais tarde no Blue Peter.

## Créditos de elaboração
Lista-se abaixo os profissionais envolvidos na elaboração de "Everybody Hurts Sometimes", de acordo com o encarte acompanhante ao Young Foolish Happy:
| - Composição: Pixie Lott, Christopher J. Baran, James Bourne - Produção musical: Captain Hook (também conhecido como Cj Baran) - Mixagem: Captain Hook - Mixagem adicional: Larry Goetz - Violinos: J'Anna Jacoby, Joel Pargman | - Viola: Tom Lea - Violoncelo: John Krovoza - Engenharia: Lee Slater, Cj Baran - Engenharia de masterização: Tim Debney - Arranjos: Noah Agruss, Cj Baran |